# Die heilige Nacht
Die heilige Nacht, Concertstück für Alt-solo, Chor und Orchester is een compositie van Niels Gade. Die heilige Nacht is een toonzetting van het gedicht Christnacht (Kerstavond) van August von Platen (1796-1835). Het werk houdt het midden tussen een religieuze, wereldlijke cantate en een concertwerk.
Het werk bestaat uit drie delen:
1. Einleitung in andante
2. Andantino sostenuto
3. Moderato andante

Dezelfde tekst, maar dan onder de originele titel,  werd ook gebruikt door Hugo Wolf (1886-1889) en Ferdinand Hiller (opus 79, met pianobegeleiding in plaats van orkest).